# لويز بيدرسن
لويز بيدرسن (19 يناير 1979 - ) (بالدنماركية: Louise Pedersen)‏ هي لاعبة كرة يد دانمركية. لعبت مع KIF Kolding ‏.